# Margareta Haverman
Margareta Haverman (née le 28 octobre 1693 à Bréda et morte le 11 avril 1765 à Sus) est une peintre néerlandaise, spécialisée dans la peinture de natures mortes.

## Biographie
Margareta Haverman naît le 28 octobre 1693 à Bréda, fille de Daniel Haverman et de Margaretha Schellinger. Son père a été capitaine de l'armée puis directeur d'une école de garçon à Amsterdam. Elle déménage alors à Amsterdam.
Elle est l'élève de Jan van Huysum, qui malgré sa nature secrète, accepte de lui enseigner l'art de la peinture de natures mortes.
Elle se marie le 25 juillet 1721 avec l’architecte Jacques de Mondoteguy et déménage alors à Paris. Elle devient membre de l'Académie royale de peinture le 31 janvier 1722.
Un an plus tard en 1723, elle est expulsée de l'Académie car son œuvre de réception est soupçonnée d'avoir été peinte par Jan van Huysum.
Margareta Haverman meurt le 11 avril 1765 à Sus, dans le sud de la France,,.

## Liste des œuvres
- Vase de fleurs, 1716, New York, The Metropolitan Museum of Art
- Vase de fleurs, Copenhague, Statens Museum for Kunst

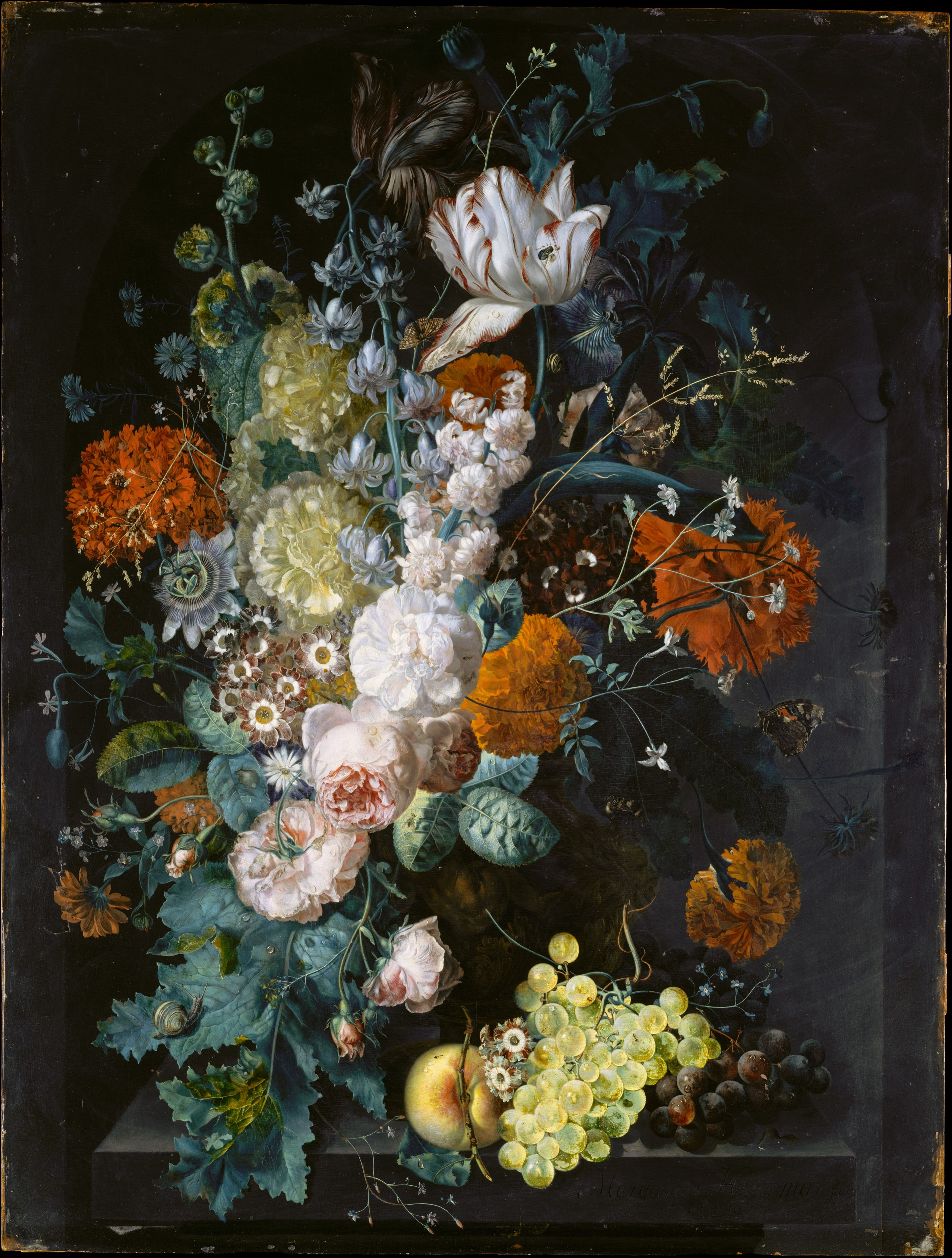
Vase de fleurs, 1716, New York, The Metropolitan Museum of Art
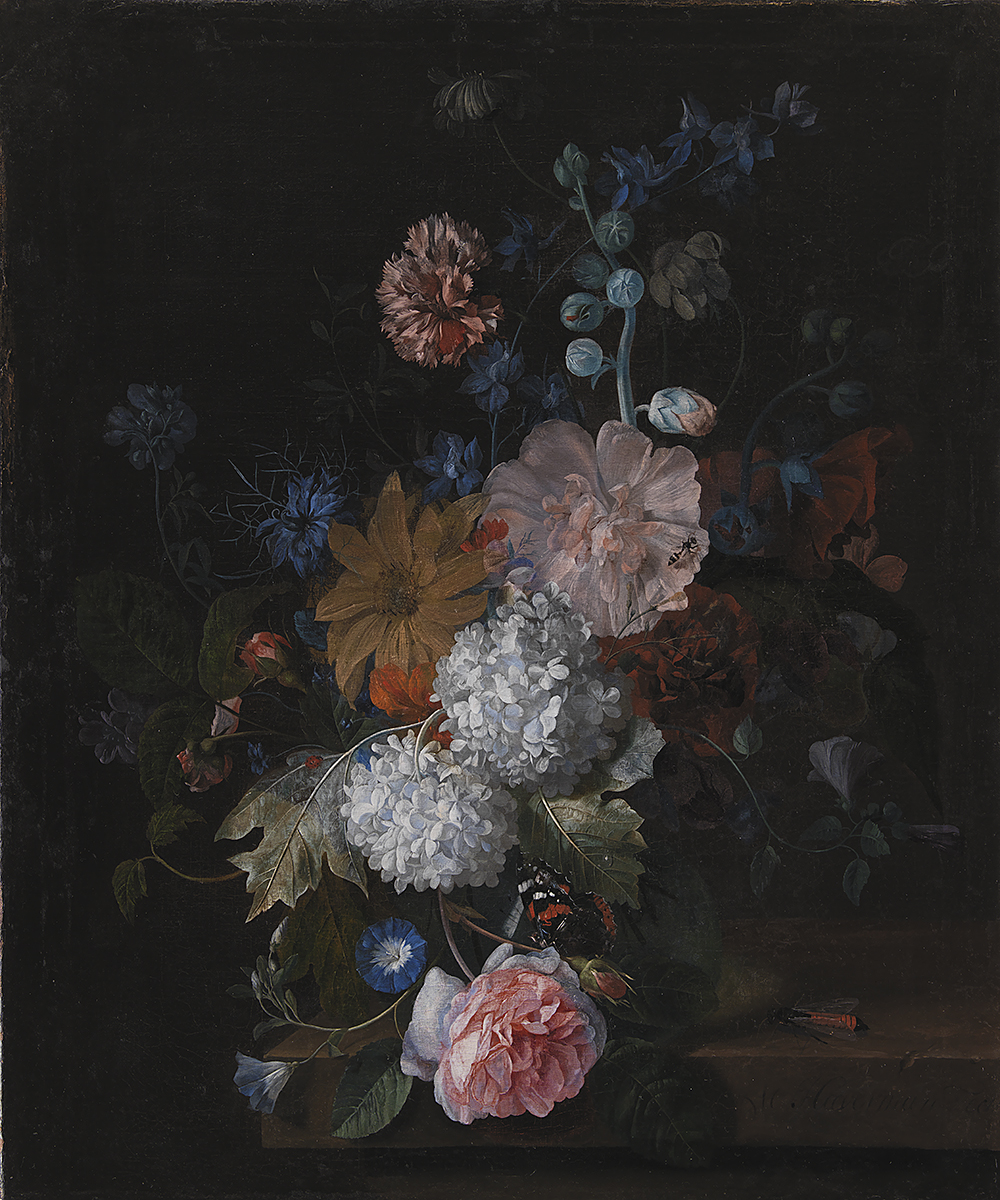
Vase de fleurs, Copenhague, Statens Museum for Kunst